# Alain Rakotonirina
Alain Rakotonirina, dit Dada Alain est un joueur malgache de rugby à XV. Il évolue en poste de ailier ou centre, arrière au sein de Racing club de Vichy. Il est actuellement en sélection rugby à XV malagasy et a été sélectionné à 26 reprises depuis 2005.

## Carrière
Alain Rakotonirina évolue dans les clubs malgaches de la F.I.T.A.M.I.B.A., du XV Sympathique puis du 3F.B., club malgache de rugby à XV de 1re division, jusqu'en 2007. Il joue ensuite une saison en France au Racing club Vichy rugby avant de revenir au 3F.B. en 2008.
En équipe de Madagascar, Alain Rakotonirina  est finaliste de la Coupe d'Afrique de rugby à XV en 2005 et 2007 ainsi que vainqueur de la Division 1B de la Coupe d'Afrique de rugby à XV 2012. À la suite de cette victoire, il est élevé au grade de chevalier de l'Ordre national Malagasy en juillet 2012. Il est aussi sélectionné pour la Coupe d'Afrique de rugby à XV 2014. Il s'est présenté à l'élection de présidence du rugby malagasy en 2017.

## Palmarès
- Finaliste de la Coupe d'Afrique de rugby à XV en 2005 et 2007.
- Vainqueur de la Division 1B de la Coupe d'Afrique de rugby à XV 2012
- Champion de Madagascar en 2005 et 2006, 2008.

## Statistiques en équipe nationale
- 12 essais avec les makis depuis 2005 (60 pts).
- 2 drops, 5 transformations (16 pts).
- 76 pts avec les makis de Madagascar.